# Прощания
«Прощания» (пол. Pożegnania) — польский чёрно-белый художественный фильм 1958 года, снятый режиссёром Войцехом Хасом на киностудии «Syrena».
По мотивам романа Станислава Дыгата «До свидания».
Премьера фильма состоялась 13 октября 1958 года.

## Сюжет
Фильм рассказывает о любви между Павлом и Лидкой, которая начинается в 1939 году, когда оба молоды и находятся в разных кругах общества. Их отношения обрываются из-за социальных различий, но спустя время они встречаются снова во время войны.

## В ролях
- Мария Ваховяк — Лидка
- Тадеуш Янчар — Павел
- Густав Холоубек — Мирек
- Станислав Яворский — доктор Яновский
- Станислав Мильский — профессор-продавец на станции
- Здзислав Мрожевский — отец Павла
- Ирена Нетто — хозяйка пенсионата «Quo vadis»
- Юзеф Перацкий — профессор Михневич
- Ханна Скаржанка — Марина
- Ярема Стемповский — кельнер в ресторане
- Сатурнин Журавский — Феликс
- Данута Старчевская
- Янина Яблоновская
- Ирена Старкувна — графиня Руза
- Хелена Соколовская — Валерия Секержинская
- Збигнев Вуйцик

## Съёмочная группа
- Режиссёр: Войцех Хас
- Сценаристы: Станислав Дыгат, Войцех Хас
- Оператор: Мечислав Яхода
- Композитор: Люциан Кашицкий
- Художник: Роман Волыниец
- Монтажёр: Зофя Дворник

## Награды
- 1959 — Кинофестиваль в Локарно, Швейцария — Приз международной ассоциации кинокритиков (ФИПРЕССИ) режиссёру Войцеху Хасу